# (5026) Martes
(5026) Martes (1987 QL1) – planetoida z pasa głównego asteroid okrążająca Słońce w ciągu 3,67 lat w średniej odległości 2,38 j.a. Odkryta 22 sierpnia 1987 roku.